# 井上清
井上清（日语：／ Inoue Kiyoshi，1913年12月9日—2001年11月23日），日本历史学家。1936年毕业于东京帝国大学文学院，后任日本文部省维新史料编辑顾问，京都大学名誉教授。作为日本著名的马克思史观历史研究者，战后曾多次参加日中友好活动，对日本侵华政策持批判立场，并积极支持日本部落民的民族解放运动，1954年至1964年任部落问题研究所评议员。曾多次到中国访问，在中国讲学。1987年为纪念芦沟桥事变50周年，曾撰文谴责日本军阀。

## 主要著作
有《天皇制》、《日本史》、《日本近代史》、《日本现代史》、《日本妇女史》、《日本的军国主义》等。其中《关于钓鱼岛等岛屿的历史和归属问题》，论证钓鱼岛是中国领土，是日本历史学界少数持该论点的著作之一。持完全相反观点的日本学者奥原敏雄等人反对他的观点和论证，日本歴史学者原田禹雄2006年声称井上清在《冊封琉球使録》的史料使用上存在杜撰。